# Spravedlnost (seriál)
Spravedlnost je trojdílná televizní minisérie České televize z roku 2017. Kriminální psychologické drama natočil režisér Peter Bebjak podle scénáře, na němž se podílel s Tomášem Bombíkem. Hlavní roli kriminalisty ztvárnil Ondřej Vetchý, který s režisérem spolupracoval už na seriálu Případy 1. oddělení. Minisérie Spravedlnost měla premiéru na stanici ČT1 v březnu 2017, a to v nedělním hlavním vysílacím čase.
V březnu 2018 Česká televize uzavřela smlouvu o prodeji formátu s Entertaiment One Television Production, na základě které by mohl vzniknout remake pro severoamerický trh.

## Obsazení
| Ondřej Vetchý      | Richard                |
| Elizaveta Maximová | Lili, Richardova dcera |
| Martin Finger      |                        |
| Jan Plouhar        |                        |
| Jitka Schneiderová |                        |
| Kristýna Boková    |                        |
| Lukáš Vaculík      |                        |
| Aleš Bílík         |                        |
| Ondřej Malý        |                        |
| Veronika Jeníková  |                        |
| Lenka Krobotová    |                        |
| Dušan Urban        |                        |
| Štěpán Kozub       | policista Marek        |

## Děj
Hned v úvodní scéně se policejní vyšetřovatel (Ondřej Vetchý) od své dcery Lili dozví přiznání k vraždě prominentního soudce Kowalského. Podle všeho k tomu došlo v sebeobraně, kriminalista se tedy na místě činu snaží zamést stopy a následně hledá stopy jiné a proniká do případu, aby našel jiného pachatele, který by mohl tento zločin spáchat.

## Přijetí
Seriál sledovalo v konkurenci Temného kraje TV Prima a třetí řady zábavní show TV Nova Tvoje tvář má známý hlas vždy kolem 700 tisíc diváků starších 15 let, což byl také limit divácké přístupnosti pořadu.
Podle recenzenta Aktuálně.cz Martina Svobody je celá minisérie „poveden[á] víc než její problematický první díl“. Udělil jí hodnocení 65 %. Za pochvalu podle něj stojí také to, že na rozdíl od jinde časté bohatosti motivů, „[v]e Spravedlnosti se jeden a ten samý motiv objevuje opakovaně, liší se pouze kulisy. Díky tomu mohou tvůrci postupovat do hloubky a odkrývat nová zákoutí jedné myšlenky.“
Seriál získal ocenění Český lev 2017 v kategorii „nejlepší televizní film nebo minisérie“.

## Seznam dílů
| Č. v seriálu | Č. v řadě | Název              | Režie        | Scénář                     | Délka    | Premiéra na ČT1 | Sledovanost (v milionech) |
| ------------ | --------- | ------------------ | ------------ | -------------------------- | -------- | --------------- | ------------------------- |
| 1            | 1         | Spravedlnost (1/3) | Peter Bebjak | Tomáš Bombík, Peter Bebjak | 76 minut | 12. března 2017 | 0,714                     |
| 2            | 2         | Spravedlnost (2/3) | Peter Bebjak | Tomáš Bombík, Peter Bebjak | 77 minut | 19. března 2017 | 0,705                     |
| 3            | 3         | Spravedlnost (3/3) | Peter Bebjak | Tomáš Bombík, Peter Bebjak | 78 minut | 26. března 2017 | 0,692                     |